# HD 188753

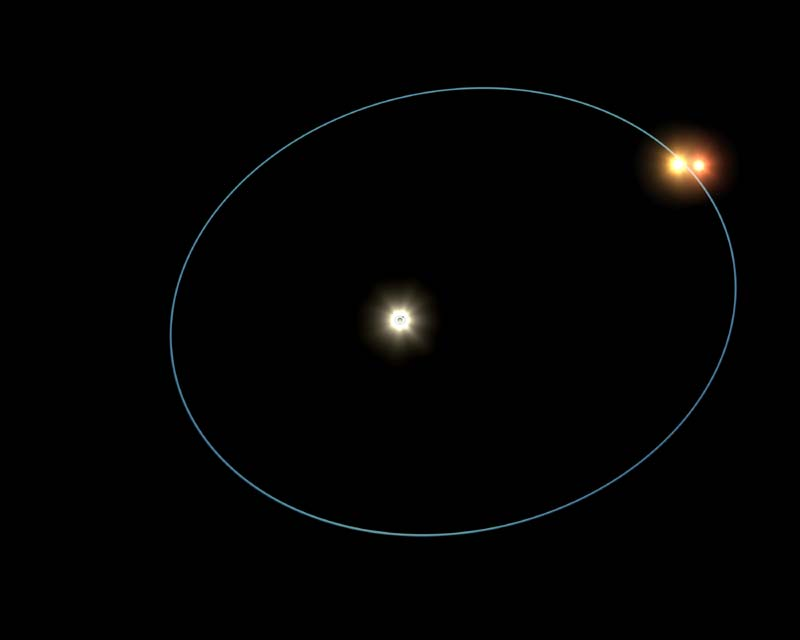
HD188753的軌道

HD 188753是一個三星系統，位於天鵝座，距離地球151光年。該連星系統在其他星表中又稱為ADS 13125、Ho 581、BD+41°3535、HIP 98001和WDS 19550+4152。在系統中，恆星與恆星之間的距離約為土星的日距，該三顆恆星分別為G型（黃矮星）、K型（橙矮星）和M型（紅矮星）。同時，它也是迄今唯一發現有行星運行的三星系統，該行星名為HD 188753 Ab，於2005年由波蘭天文學家马歇耶·科纳基（Maciej Konacki）發現。
該系統的視星等為7.43，肉眼不可見，需使用望遠鏡方能觀測。
該系統的主星質量約為太陽的1.06倍，而兩顆伴星的總質量則為太陽的1.63倍，它們互相繞對方公轉，週期為156天，而該雙星系統也繞著主星公轉，週期為25.7年。